# Dogoni
Dogoni is een gemeente (commune) in de regio Sikasso in Mali. De gemeente telt 13.400 inwoners (2009).
De gemeente bestaat uit de volgende plaatsen:
- Diabougoula
- Diomaténé
- Dogoni
- Kamonobougou
- Klélani
- M'Pèla
- N'Djibougou
- N'Golognébougou
- N'Goloko
- N'Golokoni
- Nagnan
- Nénébougou
- Niatama
- Ourofura
- Sanzana
- Wakaro